# Enicospilus pectinosus
Enicospilus pectinosus är en stekelart som beskrevs av Tang 1990. Enicospilus pectinosus ingår i släktet Enicospilus och familjen brokparasitsteklar. Inga underarter finns listade i Catalogue of Life.